# 벤저민 프랭클린 머지
벤저민 프랭클린 머지(Benjamin Franklin Mudge, 1817년 8월 11일 ~ 1879년 11월 21일)는 미국의 변호사, 지질학자 및 교사였다. 린의 시장을 잠시 지낸 후, 캔자스로 이주하여 초대 캔자스 주 지질학자로 임명되었다. 그는 1864년 주 최초의 지질 조사를 이끌었고, 캔자스 지질학에 관한 첫 번째 책을 출판했다. 그는 광범위하게 강의했으며, 캔자스 주립 농업 대학(KSAC, 현재 캔자스 주립 대학교)의 학과장이었다.
그는 또한 열렬히 화석을 수집했으며, 나이오브라라 백악기 지층, 모리슨층, 다코타 사암을 포함한 캔자스와 미국 서부의 지질 형성에서 페름기와 중생대의 생물상을 체계적으로 탐사한 최초의 인물 중 한 명이었다. 그는 공식적으로 고생물학을 훈련받지는 않았지만, 광범위하고 정확한 야외 기록을 유지했으며, 그의 화석 대부분을 동부로 보내 오스니얼 찰스 마시와 에드워드 드링커 코프와 같은 당대 가장 유명한 고생물학자들에게 기술하게 했다.
그의 발견에는 최소 80종의 멸종 동물과 식물의 종이 포함되어 있으며, 스미소니언 박물관과 예일 대학교의 피바디 자연사 박물관을 포함한 미국에서 가장 명망 있는 박물학 기관들의 소장품에 보관되어 있다. 그의 가장 주목할 만한 발견 중 하나는 최초로 인정된 "새와 이빨을 가진 새"인 이크티오르니스의 완모식표본이다. 마시를 위해 일하는 동안, 그는 또한 그의 제자인 새뮤얼 웬델 윌리스턴과 함께 용각류 공룡 디플로도쿠스의 모식종과 수각류 공룡 알로사우루스를 발견했다.

## 전기

### 초기 삶
머지는 1817년 8월 11일 메인주 오링턴에서 제임스와 루스 머지 사이에서 태어났고, 1818년 가족과 함께 린으로 이주했다. 그는 감리교 감독교회에 등록된 세 명의 형을 돕기 위해 6년 동안 제화공으로 일했으며, 그 후 웨슬리언 대학교에 입학했다. 모두 성직자가 된 형들과 달리, 벤저민은 1840년 졸업하기 전 과학과 고전을 공부했다. 그는 몇 년 후 같은 기관에서 인문사회 석사 학위를 취득했으며, 1842년 변호사 협회 시험에 합격하고 변호사로 개업했다. 1842년 9월 16일, 그는 메리 E. 벡포드와 결혼했고; 계속 변호사 업무를 보았으며, 1852년 금주 운동의 기치 아래 린의 시장으로 선출되었다.
1859년 그는 켄터키주 클로버포트로 이주하여 잠시 지역 정유공장인 브레킨리지 석탄 및 석유 회사에서 화학자로 일했다.

### 교육자 및 주 지질학자
1861년 남북 전쟁이 발발하자, 머지는 퀸다로 (현재 캔자스시티의 일부)로 이주하여 공립학교에서 교사로 일했다. 퀸다로에서 머지와 그의 가족은 지하철도 (비밀결사)의 중간 정거장을 운영하며 미주리에서 도망치는 노예들을 도왔다.
그는 주 전역에서 강연을 했고, 1864년에는 토피카에서 첫 주 지질 조사 설립 법안이 하원에서 논의될 때 의회에 "과학 및 경제 지질학"에 대한 일련의 강연을 했다. 토피카 트리뷴은 다음과 같이 썼다:
B. F. 머지 명예 박사의 강연은 의회 의원들과 토피카 주민들 사이에서 상당한 관심을 불러일으키고 있다. 그는 대표회관에서 세 번의 강연을 했으며, 많은 청중들이 그의 강연에 얼마나 깊이 관심을 가졌는지 그들의 집중적인 주의가 증명하고 있다.

왓슨 포스터가 반대 때문에 물러나고 조지 C. 스왈로우가 불충실하다는 비난을 받자, 머지는 토머스 카니 주지사에 의해 주 지질학자이자 첫 캔자스 지질 조사국의 국장으로 임명되었다. 그는 마지못해 수락했으며, 상원 지명서 하단에 다음과 같은 메모를 썼다: "이 청원은 내 지식이나 동의 없이 시작되었다. 나는 W. 포스터 교수 임명에 찬성한다."
머지는 연말까지 212,000 제곱킬로미터의 광물 및 토양 자원을 조사해야 했으며, US$ 3,500의 예산과 5명의 직원이 있었다. 1860년대에는 토피카 서쪽에 철도와 마을이 거의 없었고, "인디언 문제"가 다시 불거졌다. 머지는 맨해튼으로 이주했으며, 주의 모든 지역을 방문할 수는 없었지만, 1864년 11월 30일 마감 기한까지 캔자스 지질학에 관한 첫 번째 책인 캔자스 지질학을 제출했다. 이 문서는 층서학을 다루었지만 주로 착취 가능한 경제 자원, 특히 석탄과 소금에 중점을 두었다. 머지는 임기 말에 사임했지만, 이 직위는 갱신되었고 스왈로우는 더 큰 예산과 직원을 가지고 1865년 조사를 이끌도록 임명되어 더 광범위한 조사를 완료했다. 자금 문제로 인해 1864년과 1865년 보고서는 모두 1866년까지 출판되지 않았다. 두 번의 조사 후, 캔자스 지질 조사는 1895년 캔자스 대학교에서 영구적으로 설립될 때까지 중단되었다.
주 지질학자 임기가 끝난 후, 머지는 캔자스 주립 농업 대학(KSAC, 현재 캔자스 주립 대학교)의 자연 과학 학과장이 되어 1865년에 가르치기 시작했다. 그는 행정부와의 미지급 급여 문제로 인한 분쟁 끝에 1873년에 KSAC를 떠났다.

### 첫 발견
머지는 KSAC에 재직 중이던 1865년에 지질학 및 고생물학 현장 탐사를 시작했다. 그는 1865년에 정션시티 근처에서 발자국을 채집했고, 1866년에는 엘스워스 근처에서 무척추동물과 백악기 후기의 낙엽수를, 1869년에는 북부 주 경계 근처의 리퍼블리칸 강에서 더 많은 식물과 사우리아류를 발견했다. 1870년 그의 탐사는 포트 월리스 근처에서 이루어졌으며, 수많은 수장룡과 사우로돈티대과의 어류를 발견했다. 1871년에는 캔자스 서부에서 식물, 연체동물, 척추동물, 그리고 헤스페로르니스 새를 발견했다. 1872년에는 스미스군에서 더 많은 척추동물과 식물이 발견되었고, 1873년에는 트레고와 엘리스군에서 새로운 종이 발견되었으며, 1874년에는 쥬얼과 고브군에서 수장룡이 발견되었다.

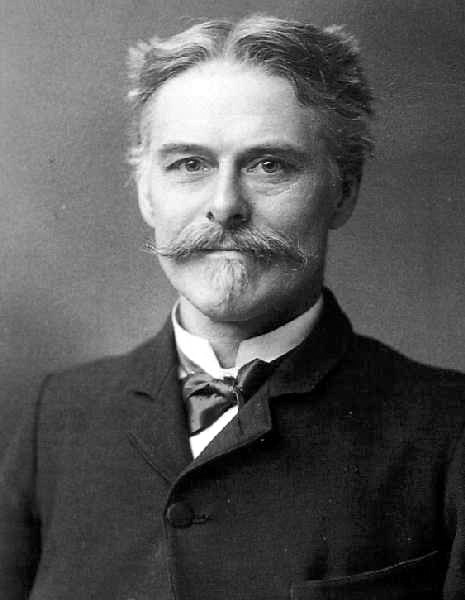
에드워드 드링커 코프, ANS
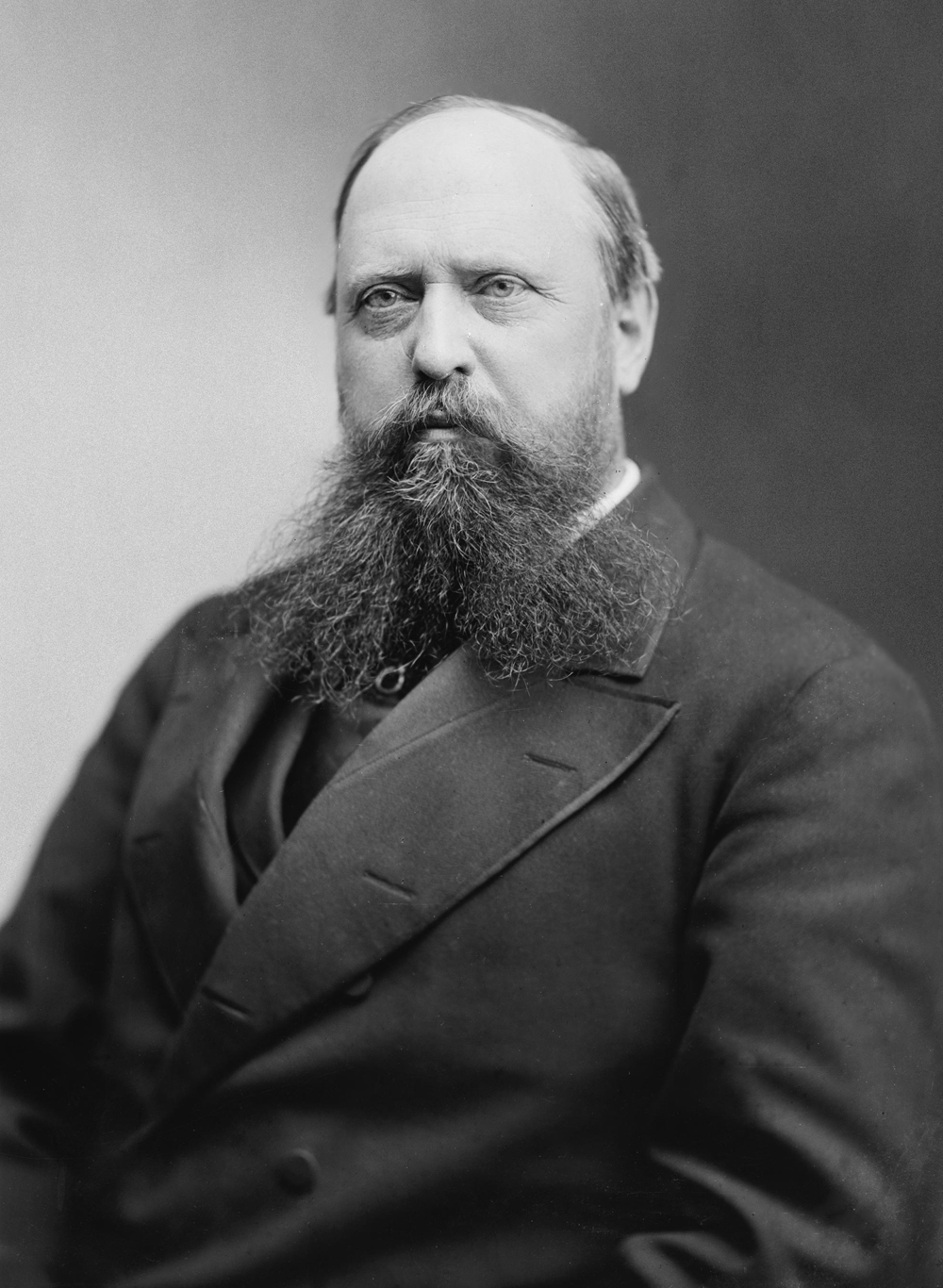
오스니얼 찰스 마시, 예일
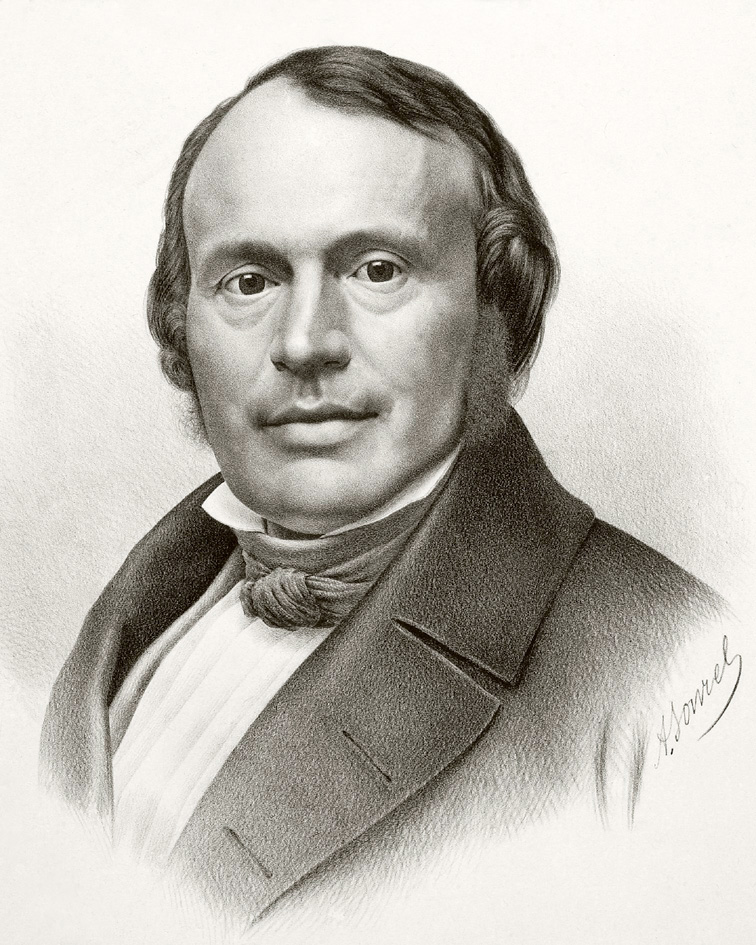
루이 아가시, 하버드
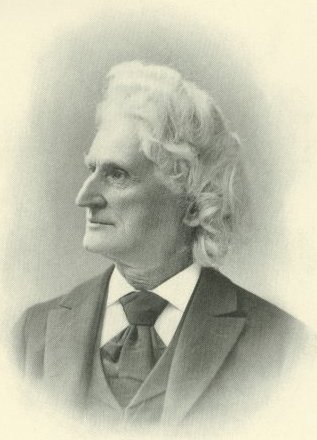
제임스 드와이트 대너, 예일

그는 KSAC에서 소량의 컬렉션을 유지했지만, 대부분의 발견물은 동부 고생물학자들에게 보내져 기술되었다. 그는 처음에는 스미소니언 박물관의 필딩 브래드포드 미크 (주로 연체동물에 관해), 레오 레스케로 (식물), 필라델피아 자연과학학회의 에드워드 드링커 코프 (척추동물), 예일 대학교 피바디 자연사 박물관의 오스니얼 찰스 마시, 하버드 대학교의 루이 아가시, 그리고 예일 대학교의 제임스 드와이트 대너와 이런 방식으로 서신을 주고받았다. 코프는 1871년에 머지를 방문했고, 코프, 마시, 레스케로 모두 1872년에 방문했다. 코프와 레스케로는 이 시기의 머지의 발견물 대부분을 출판했다.

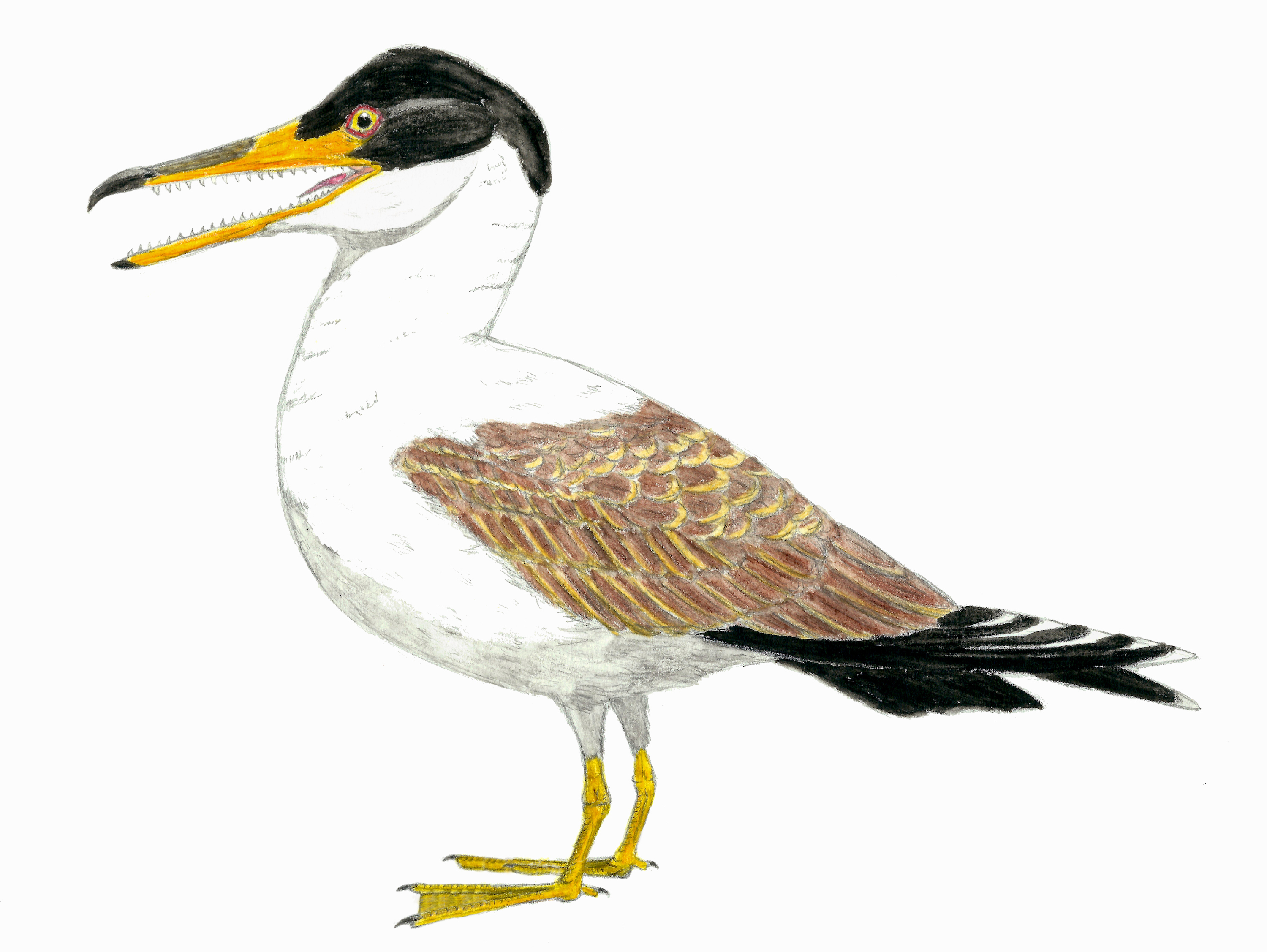
이크티오르니스 복원도

머지는 1872년에 이크티오르니스를 발견했다. 그는 처음에는 표본을 코프에게 보내려 했지만, 오스니얼 찰스 마시의 관심을 듣고 대신 코네티컷 출신 옛 지인에게 보냈다. 마시는 1872년에 이 새를 처음 기술했지만, 이빨 달린 턱을 일종의 도마뱀으로 오인했다. 마시는 그 다음 해에 턱을 조류의 후두부 요소와 연관시켜 새로운 데이터를 발표했다. 1952년 분석에서는 턱이 실제로는 모사사우루스에 속한다고 결론 내렸지만, 1967년 재평가와 새로운 표본들은 마시의 평가를 확인했다.
이것은 이빨이 있는 것으로 기술된 최초의 새였다. 1861년 리처드 오언의 시조새 런던 표본에 대한 원래 기술은 관련된 이빨을 인식하지 못했고, 그 새가 부리를 가지고 있다고 가정했다. 이것은 또한 코프와 마시 사이의 경쟁 (일명 "공룡 화석 전쟁")이 격화되면서 머지와 마시의 연관 관계가 시작된 시점이기도 했다.

### 마시를 위한 화석
1874년 KSAC에서 해고된 후, 머지는 마시에게 다음과 같이 편지를 썼다.
여기에 계실 때, 서부 캔자스에서 화석을 수집할 한두 명의 젊은이를 고용하고 싶다고 말씀하셨습니다. 아마도 아시다시피, 저는 (두 명의 다른 교수와 함께) 이 대학에서 갑작스럽게 해고되었습니다. 이것은 무능하고 자만심 넘치는 성직자가 총장 대행을 하면서 이루어졌습니다.— 1874년 2월 3일 예일 아카이브에 있는 편지

마시는 머지를 고용하여 화석 발굴 원정을 이끌게 했다. 그는 1874년 원정에서 새뮤얼 웬델 윌리스턴의 도움을 받았고, 윌리스턴은 1877년부터 자신의 원정을 이끌기 시작했다. 머지는 1874년부터 1876년까지 주로 캔자스 백악기에 집중했지만, 1876년부터 1879년까지 콜로라도로 확장하여 미국 서부에서 최초의 쥐라기 공룡 중 일부를 발견했다. 블랙마에 따르면, "일 년 동안 그는 3톤이 넘는 화석 등을 뉴헤이븐으로 보냈다"

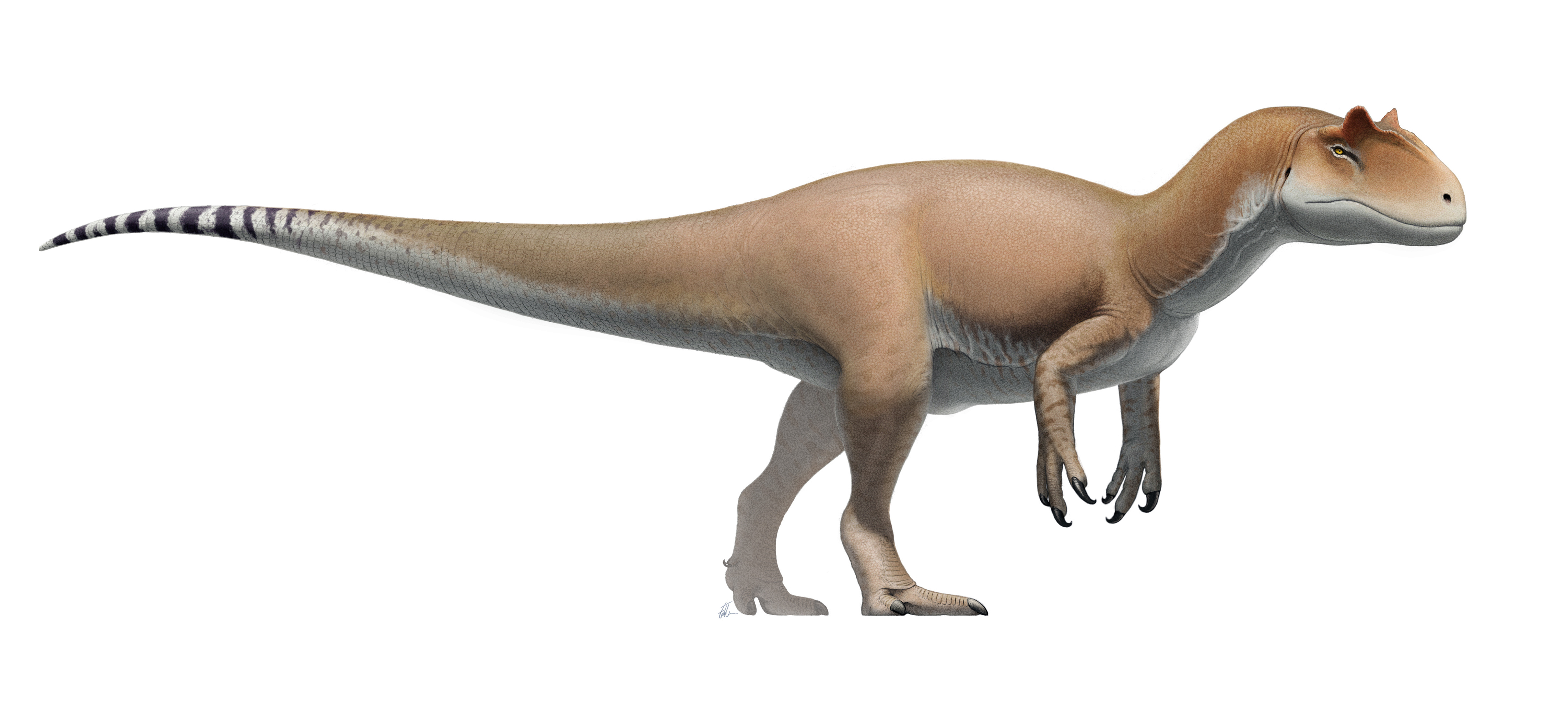
알로사우루스의 현대적 묘사.

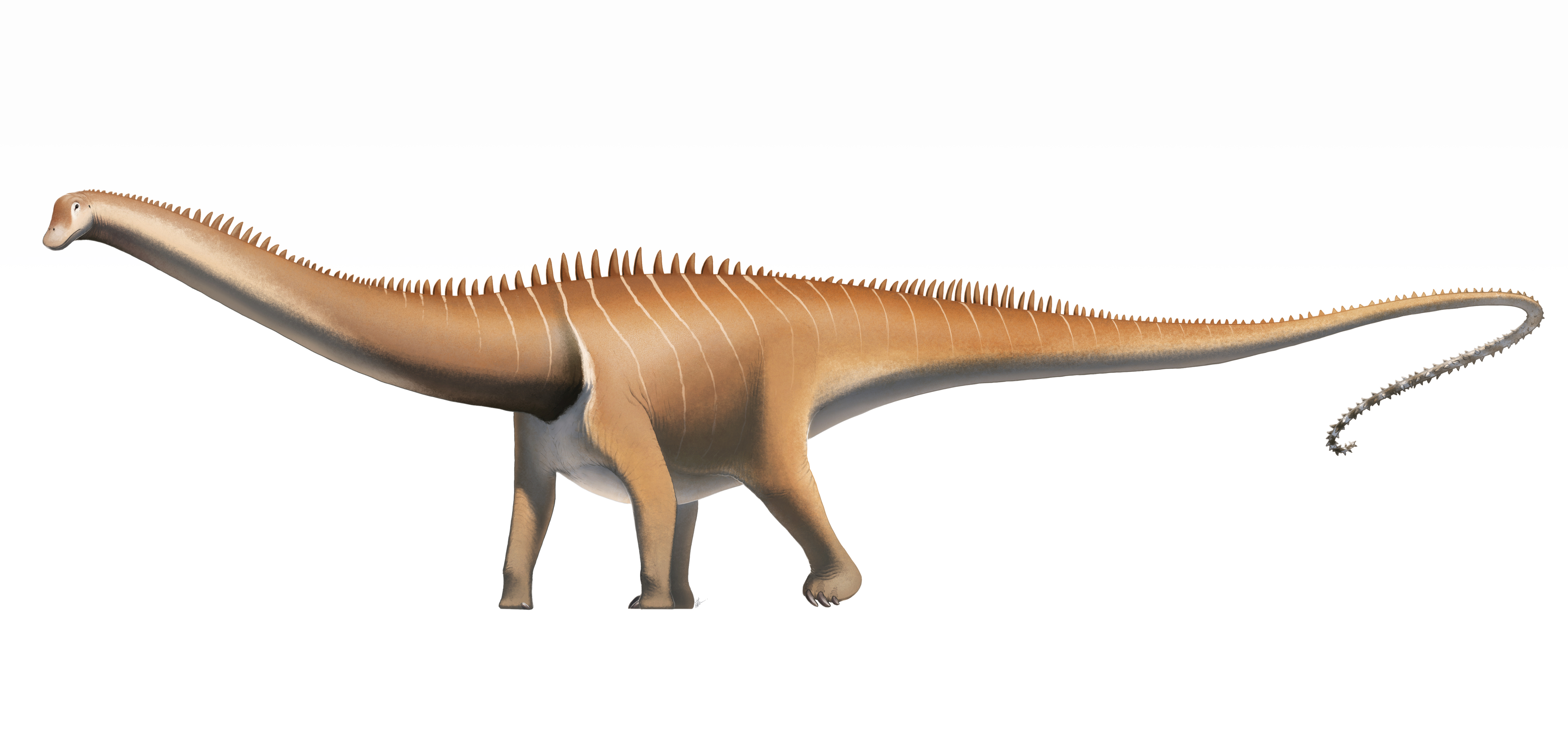
디플로도쿠스의 현대적 묘사

마시의 라이벌 코프는 오라멜 루카스와 찰스 H. 스턴버그를 보내 새로운 발견물을 찾게 했다. 1877년, 코프의 팀은 와이오밍주 코모블러프와 캐니언시티 근처에서 놀라운 발견을 했고, 마시는 머지를 그 위치 근처에 채석장을 만들도록 보냈다. 비록 뼈가 너무 깨지기 쉬워 운반할 수 없어서 결국 채석장은 버려졌지만, 머지와 윌리스턴은 채석장이 폐쇄되기 전 1877년에 알로사우루스 (A. fragilis)와 디플로도쿠스 (D. longus)의 완모식표본을 발견했고, 두 종은 마시에 의해 명명되었다. 전자는 1877년에, 후자는 1878년에 명명되었다.

## 유산
과학이 북아메리카 대륙의 위대한 중앙 평원에서 이름과 자리를 갖는 한, 머지 교수는 과학 탐험가이자 발견자로서 잊혀지지 않을 것이다.— 존 D. 파커, "벤저민 F. 머지 교수 기념"

워시번 대학교의 존 D. 파커와 함께, 머지는 1867년 캔자스 자연사 학회(1871년 캔자스 과학 학회로 명칭 변경)를 설립했다. 그는 초대 회장으로 선출되었고, 그의 많은 과학 논문을 학회지에 출판했으며, 1878년에는 미국 과학 진흥 협회의 회원으로 선출되었다. 그는 1879년 11월 21일 집 밖에서 "뇌졸중"으로 사망했으며, 이틀 후 공동묘지 언덕에 묻혔다.

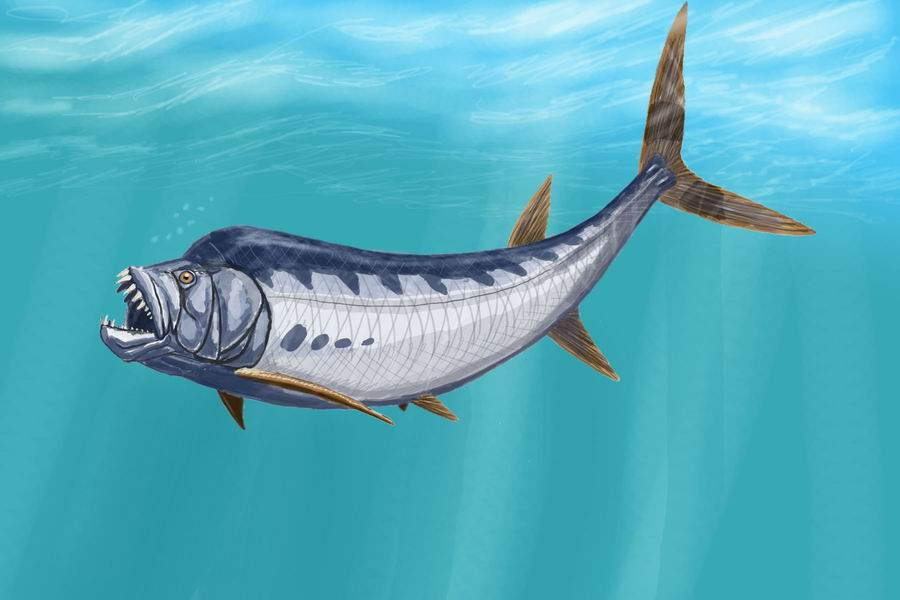
크시팍티누스, 캔자스의 백악기 후기 나이오브라라해에서

세 종은 그의 이름을 따서 명명되었다. 코프는 1871년에 모사사우루스 종 리오돈 머제이를 명명했다. 비록 현재는 플라테카르푸스 티파니티쿠스의 표본으로 간주되지만, 리오돈은 하위 동의어로 남아 있다. 마시가 원래 사우리아류에 속한다고 믿었던 이크티오르니스의 턱은 콜로노사우루스 머제이라고 명명되었다. 레스케로도 1872년에 참나무 종인 쿠에르쿠스 머제이를 명명했다. 머지 자신은 1876년에 나이오브라라 층의 포트 헤이즈 멤버를 명명했다.
그의 경력 동안, 그는 모사사우루스와 수장룡 표본을 발견했고; 후기 백악기의 잎; 다양한 사우리아류와 피토노모르파 파충류; 크시팍티누스, 이크티오덱테스, 에리식테, 프로토스피라이나, 그리고 사우로케팔루스를 포함한 많은 어류 속; 연체동물; 그리고 위석과 펜실베이니아기 발자국을 포함한 생흔화석을 발견했다. 80종 이상의 종 외에도, 그의 발견물은 예일 대학교 피바디 박물관 컬렉션에 300개 이상의 표본을 포함하여 주요 박물관 컬렉션에 소장되어 있다.

## 신념과 성격
머지는 금주 단체의 일원이었고, 린 시장 재직 시절 많은 술집을 폐쇄했다. 켄터키와 후에 노예제 폐지론자였던 캔자스에서 그는 노예제에 대한 반대로 유명했다. 파커는 남북 전쟁 당시 다음과 같이 기록했다.
미주리에서 도망친 몇몇 노예들이 일과 보호를 위해 머지 교수에게 왔다. 그들의 주인들은 그들의 회수에 대해 큰 보상을 제공했고, 그의 집과 생명은 한밤의 공격으로 위협받았다. 그러나 그는 위협에 굴복하지 않고 피난민들을 보호했으며, 그들이 노예 상태로 다시 끌려가는 것을 막았다.

그는 자연사에 대한 깊은 관심을 가지고 있었다. 그의 제자 윌리스턴은 1898년에 다음과 같이 썼다.
캔자스 백악기에서 화석을 체계적으로 수집한 최초의 인물은 당시 캔자스 농업 대학의 지질학 교수였던 고 B. F. 머지 교수였습니다. 저는 당시 이 대학에서 그의 제자였고, 그가 발견한 것에 대해 보였던 열렬한 열정을 잘 기억합니다.

머지는 체계적인 접근 방식을 가지고 있었고, 그의 발견물의 지역과 실제 표본 모두에 대한 훌륭한 기록을 유지했다. 데일 러셀의 1967년 미국 모사사우루스의 계통 분류 및 형태학에서:
...1874년에서 1876년 여름 동안 마시를 위해 수집했던 B. F. 머지 교수에게 특별히 언급해야 할 점은 그가 나이오브라라 백악기를 작업한 부지런함과 철저함, 그의 표본의 우수성과 수, 그리고 그의 시대에 비해 상대적으로 정확하고 완전했던 현장 일지였다.

## 출판물
머지는 과학 논문을 많이 발표하는 다작 작가는 아니었다. 캔자스 지질 조사국 온라인 지질학 문헌 정보에 따르면, 그의 전체 저작물은 22개의 출판물에 포함되어 있으며, 대부분은 매우 짧았다.
- Mudge, B. F. (1866). 《First annual report on the geology of Kansas for 1864》. 《Kansas Geological Survey》. 56 p쪽.
- Mudge, B. F. (1866). 《Discovery of fossil footmarks in the Liassic (?) formation in Kansas》. 《American Journal of Science》. Series 2 41. 174–176쪽. Bibcode:1866AmJS...41..174M. doi:10.2475/ajs.s2-41.122.174. S2CID 131019537.
- Mudge, B. F. (1873). 《Footprints in the middle coal measures》. 《American Journal of Science》. Series 3 6. 228쪽.
- Mudge, B. F. (1873). 《Geology of the Arkansas》. 《Kansas State Board of Agriculture, Transactions of 1872, First Annual Report》. 408–410쪽. (Reprinted in 1895 as Transactions of the Kansas Academy of Science 1: pp. 50–53.)
- Mudge, B. F. (1873). 《Red sandstone of central Kansas》. 《Kansas State Board of Agriculture, Transactions of 1872, First Annual Report》. 394–396쪽. (Reprinted in 1895 as Transactions of the Kansas Academy of Science 1: pp. 37–39. doi:10.2307/3623513)
- Mudge, B. F. (1874). 《The geology of Kansas》. 《Kansas State Board of Agriculture, Third Annual Report》. 102–107쪽. (Excerpts from Mudge, 1866.)
- Mudge, B. F. (1874). 《Recent discoveries of fossil footprints in Kansas》. 《Kansas State Board of Agriculture, Third Annual Report》. 7–9쪽. (Reprinted in 1896 as Transactions of the Kansas Academy of Science 2: pp. 71–74. doi:10.2307/3623467)
- Mudge, B. F. (1875). 《Pliocene Tertiary of western Kansas》. 《Kansas State Board of Agriculture, Third Annual Report》. 351–353쪽. (Reprinted in 1896 as Transactions of the Kansas Academy of Science 3: pp. 113–117. doi:10.2307/3623527)
- Mudge, B. F. (1875). 《Geology of Kansas》. 《Kansas State Board of Agriculture, Fourth Annual Report》. 107–127쪽.
- Mudge, B. F. (1875). 《Rare forms of fish in Kansas》. 《Kansas State Board of Agriculture, Third Annual Report》. 356쪽. (Reprinted in 1896 as Transactions of the Kansas Academy of Science 3: pp. 121–122.)
- Mudge, B. F. (1875). 《A geological survey of Kansas》. 《Kansas State Board of Agriculture, Third Annual Report》. 342–344쪽. (Reprinted in 1896 as Transactions of the Kansas Academy of Science 3: pp. 101–102.)
- Mudge, B. F. (1875). 《On the mineral resources of Kansas》. 《Kansas State Board of Agriculture, Third Annual Report》. 102–107쪽.
- Mudge, B. F. (1876). 《Notes on the Tertiary and Cretaceous periods of Kansas》. 《U.S. Geological and Geographical Survey of the Territories (F.V. Hayden), Bulletin》 2. 211–221쪽.
- Mudge, B. F. (1877). 《Annual report of the committee on geology for the year ending November 1, 1876》. 《Transactions of the Kansas Academy of Science》 5 (Kansas Academy of Science). 4–5쪽. doi:10.2307/3623490. JSTOR 3623490. (Reprinted in 1906 as 5: pp. 4–5.)
- Mudge, B. F. (1877). 《Bison latifrons in Kansas》. 《Transactions of the Kansas Academy of Science》 5. 9–10쪽. doi:10.2307/3623492. JSTOR 3623492. (Reprinted in 1906 as p. 10.)
- Mudge, B. F. (1877). 《Notes on the Tertiary and Cretaceous periods of Kansas》. 《U.S. Geological and Geographical Survey of the Territories (F.V. Hayden), Annual Report. In, Hayden, F.V.; U.S. Geological and Geographical Survey of the Territories, Embracing Colorado and Parts of Adjacent Territories; Being a Report of Progress of the Exploration for the Year 1875》. 277–294쪽.
- Mudge, B. F. (1878). 《Geology of Kansas》. 《Kansas State Board of Agriculture, First Biennial Report》. 46–88쪽.
- Mudge, B. F. (1878). 《Fossil leaves in Kansas》. 《Western Review of Science and Industry》 1. 654–656쪽.
- Mudge, B. F. (1879). 《The new sink hole in Meade Co., Kans》. 《Kansas City Review of Science and Industry》 3. 152–153쪽.
- Mudge, B. F. (1879). 《Are birds derived from dinosaurs?》. 《Kansas City Review of Science and Industry》 3. 224–226쪽.
- Mudge, B. F. (1881). 《List of minerals found in Kansas》. 《Transactions of the Kansas Academy of Science》 7 (Kansas Academy of Science). 27–29쪽. doi:10.2307/3623575. JSTOR 3623575.
- Mudge, B. F. (1881). 《Metamorphic deposit in Woodson County》. 《Transactions of the Kansas Academy of Science》 7. 12–13쪽. doi:10.2307/3623571. JSTOR 3623571. (Reprinted in 1906 as pp. 11–13.)

## 참고 문헌
- Aber, James S. (2007). “Kansas Academy of Science: History of Geology”. 《GO 521 History of Geology》. Emporia State University, Earth Sciences Department. 2011년 9월 27일에 원본 문서에서 보존된 문서. 2007년 4월 7일에 확인함.
- Blackmar (1912).  Frank W., 편집. 《Kansas: A Cyclopedia of State History, Embracing Events, Institutions, Industries, Counties, Cities, Towns, Prominent Persons, etc.》. Standard Publishing Company. 331쪽. 2007년 9월 29일에 원본 문서에서 보존된 문서. 2007년 4월 7일에 확인함.
- Buchanan, Rex C. (1989). 《'To bring together, correlate, and preserve'—a history of the Kansas Geological Survey, 1864–1989》. 《Kansas Geological Survey Bulletin》. 96쪽.
- Clarke, J. A. (2004). 《Morphology, phylogenetic taxonomy, and systematics of Ichthyornis and Apatornis (Avialae: Ornithurae)》 (PDF). 《Bulletin of the American Museum of Natural History》 286. 1–179쪽. doi:10.1206/0003-0090(2004)286<0001:MPTASO>2.0.CO;2. hdl:2246/454. S2CID 84035285. 2009년 3월 3일에 원본 문서 (PDF)에서 보존된 문서. 2007년 4월 3일에 확인함.
- Cope, E. D. (1871). 《On the fossil reptiles and fishes of the Cretaceous rocks of Kansas》. 《United States Geological Survey of the Territories, Fourth Annual Report》. 385–424쪽.
- Everhart, Mike (2005년 12월 4일). “The early paleontologists of Kansas: Benjamin Franklin Mudge”. 《Oceans of Kansas Paleontology》. 2007년 4월 2일에 확인함.
- Gregory, J. T. (March–April 1952). 《The jaws of the Cretaceous toothed birds, Ichthyornis and Hesperornis》 (PDF). 《The Condor》 54 (Cooper Ornithological Society). 73–88쪽. doi:10.2307/1364594. JSTOR 1364594.
- “KGS Online Bibliography of Geology”. 《Kansas Geological Survey》. University of Kansas. 2007년 4월 3일에 확인함.
- Marsh, O. C. (1872). 《Notice of a new and remarkable fossil bird》. 《American Journal of Science》. Series 3 4. 344쪽. doi:10.1080/00222937308696769.
- Marsh, O. C. (1872). 《Notice of a new reptile from the Cretaceous》. 《American Journal of Science》. Series 3 4. 406쪽.
- Marsh, O. C. (1873). 《Fossil birds from the Cretaceous of North America》. 《American Journal of Science》. Series 3 5. 229–231쪽.
- Marsh, O. C. (1877). 《Notice of New Dinosaurian Reptiles from the Jurassic formation》 (PDF). 《American Journal of Science》. Series 3 14. 514–516쪽. Bibcode:1877AmJS...14..514M. doi:10.2475/ajs.s3-14.84.514. S2CID 130488291.
- Marsh, O. C. (1878). 《Principal characters of American Jurassic dinosaurs, Part I》. 《American Journal of Science》. Series 3 16. 411–416쪽. doi:10.2475/ajs.s3-16.95.411. hdl:2027/hvd.32044107172876. S2CID 219245525.
- Martin, L. D. (1994). 《S. W. Williston and the exploration of the Niobrara Chalk》. 《Earth Sciences History》 13. 138–142쪽. Bibcode:1994ESHis..13..138M. doi:10.17704/eshi.13.2.j10n1182w5k3h758.
- Morgan (1911).  Perl W., 편집. 《History of Wyandotte County Kansas and Its People, Volume 1》. Chicago: Lewis Publishing Company. 2007년 7월 5일에 원본 문서에서 보존된 문서. 2007년 4월 8일에 확인함.
- Nicholls, E. L. (1988). 《Marine vertebrates of the Pembina Member of the Pierre Shale (Campanian, Upper Cretaceous) of Manitoba and their significance to the biogeography》 (학위논문). The University of Calgary. 317쪽.
- Owen, Richard (1863). 《On the Archeopteryx of Von Meyer, with a description of the Fossil Remains of a Long-tailed species, from the Lithographic Stone of Solenhofen》. 《Philosophical Transactions of the Royal Society》 153. 33–47쪽. Bibcode:1863RSPT..153...33O. doi:10.1098/rstl.1863.0003.
- Parker, John D. (1881). 《Memorial of Prof. Benjamin F. Mudge》. 《Transactions of the Kansas Academy of Science》 7. 7–11쪽. JSTOR 3623570.
- “A Short History of Dinosaur Collecting (cont.)”. 《Dinosaur Depot Museum》. Garden Park Paleontology Society. 2007년 4월 3일에 확인함.
- “Welcome to Quindaro, on the Underground Railroad”. Kansas City Public Library. 2000. 2007년 5월 3일에 원본 문서에서 보존된 문서. 2007년 4월 7일에 확인함.